# Enllaç C-Sc
La química de l'organoescandi és la química dels compostos organometàl·lics que contenen un enllaç químic del carboni amb escandi. L'interès en els compostos d'organoescandi és principalment acadèmic, però diverses classes compostes troben aplicació pràctica en catàlisi, especialment en la polimerització. Un precursor comú és el clorur d'escandi (ScCl₃).
Igual que amb els altres elements del grup 3 (per exemple l'itri, que forma compostos d'organoitri) i els lantànids, l'estat d'oxidació dominant per l'escandi en compostos organometàl·lics és +3 (configuració electrònica [Ar] 3d¹4s²). Els membres d'aquest grup també tenen grans radis iònics amb els orbitals s, p i d vacants (88 pm per a Sc3+ en comparació amb 67 pm per Al3+) i, com a conseqüència, es comporten com a àcids de Lewis durs i tendeixen a tenir alts nombres de coordinació de 9 a 12. El lligand metàl·lic a l'enllaç químic és en gran part iònic.

## Lligands
La majoria dels compostos d'organoscandi tenen almenys un lligand de ciclopentadienil (Cp / C₅H₅). Les espècies dominants són CpScX₂, Cp₂ScX i Cp₃Sc. Els compostos mononuclears són d'utilitat limitada a causa d'una escassa repulsió estèrica que els fa propensos a l'addició nucleòfila i l'atac solvent.
El Cp₂ScCl es pot sintetitzar a partir de la ciclopentadienida de sodi (NaCp / C₅H₅Na):
ScCl₃ + 2NaCp → ScCp₂Cl + 2 NaCl
El clor pot ser reemplaçat per una sèrie d'altres lligands, per exemple, per un grup al·lil en reacció amb el bromur d'al·lilmagnesi (C₃H₅MgBr):
ScCp₂Cl + C₃H₅MgBr → ScCp₂(η3-C₃H₅) + MgClBr
Els compostos Cp₂ScX són dímers amb X que formen un lligand de pont. La dimerització s'evita en presència de dissolvent coordinador com el THF o el MeCN o quan el grup Cp se substitueix per un lligand més voluminós, com el grup pentametilciclopentadiè (Cp* / C₅Me₅H(Me=CH₃)). El compost Cp*₂ScCl és un monòmer estable.
El compost trinuclear ScCp₃ també es pot sintetitzar a partir de la NaCp:
ScCl₃ + 3 NaCp → ScCp₃ + 3 NaCl
Aquest compost és sensible a l'aire i a la humitat, i forma una cadena infinita amb un pont del grup Cp amb dues unitats de η⁵-Cp. Una vegada més, la cadena es pot trencar amb un excés de dissolvent coordinant.
Ha estat notificada la síntesi del tris(al·lil)escandi Sc(C₃H₅)₃ per reacció de ScCl₃ amb al·lilpotassi en THF. En el Sc(C₃H₅)₃(THF)₂, dos lligands al·lil tenen coordinació η3 i un lligand al·lil té coordinació η¹.